# 285. pr. Kr.
◄ | 4. stoljeće pr. Kr. | 3. stoljeće pr. Kr. | 2. stoljeće pr. Kr. | ►
◄ | 310-ih pr. Kr. | 300-ih pr. Kr. | 290-ih pr. Kr. | 280-ih pr. Kr. | 270-ih pr. Kr. | 260-ih pr. Kr. | 250-ih pr. Kr. | ►
◄◄ | ◄ | 288. pr. Kr. | 287. pr. Kr. | 286. pr. Kr. | 285 pr. Kr. | 284. pr. Kr. | 283. pr. Kr. | 282. pr. Kr. | ► | ►►
Astronomija

## Događaji
- Ptolemej I. Soter (367. pr. Kr.  – 283. pr. Kr. ), egipatski kralj, abdicirao u korist svog sina Ptolemeja II. Filadelfa